# وليام إنكارناثيون
وليام إنكارناثيون (مواليد 28 يونيو 1988) هو ملاكم من جمهورية الدومينيكان، مثّل بلاده في الألعاب الأولمبية الصيفية 2012.

## روابط خارجية
وليام إنكارناثيون على موقع بوكس ريك (الإنجليزية) (registration required)
- وليام إنكارناثيون على موقع أوليمبيديا (الإنجليزية)